# Semiología
La semiótica (del griego antiguo σημειωτικός sēmeiōtikós) o semiología es el estudio de los símbolos y los signos, es decir, el estudio de la semiosis. Un signo es cualquier cosa que comunique un mensaje, para ser interpretado por un receptor. Es una rama de la filosofía que trata de los sistemas de comunicación dentro de las sociedades humanas, estudiando las propiedades generales de los sistemas de signos, como base para la comprensión de toda actividad humana. Aquí, se entiende por signo un objeto o evento presente que está en lugar de otro objeto o evento ausente, en virtud de un cierto código.
Semiótica significa estudio sistemático de los signos y se aplica a un campo particular de estudio, se da con el filósofo y lingüista suizo Saussure quien propuso la «semiología» como «la ciencia que estudia la vida de los signos en el seno de la vida social o dentro de la sociedad». Aunque la semiótica se compagina con el término estructuralista, este último puede o no considerarse como un sistema de signos, mientras que la semiótica aplica métodos estructuralistas.
Charles Sanders Peirce fue el fundador estadounidense de la semiótica y distinguió entre tres clases de signos: «icónico» (dónde el signo se parece a aquello a lo que representa), «indéxico» (dónde el signo de alguna manera se asocia con aquello de lo cual es signo) y «simbólico» (dónde el signo solo es un eslabón arbitrario). Existen muchas más clasificaciones, como la «denotación» (lo que el signo significa), la «connotación» (otros signos asociados con él), «pragmático» (signos entre los cuales uno puede representar al otro) y «sintagmatico» (dónde los signos se eslabonan para formar una cadena) (Eagleton, 1994). La semiótica distingue entre la denotación y la connotación; entre claves o códigos y los mensajes que transmiten, así como entre lo paradigmático y lo sintagmático (Eagleton, 1994).
Estas dimensiones dan origen a disciplinas homónimas que rigen las relaciones entre signo y cosa designada: la «semántica»; relaciones entre signos: la «sintaxis»; y entre signos y sus condiciones de uso: la «pragmática». Desde las dimensiones se analizan los fenómenos, objetos y sistemas de la significación, de los lenguajes y de los discursos en los diferentes lenguajes en tanto procesos a ellos asociados (producción e interpretación). Toda producción e interpretación del sentido constituye una práctica significante, un proceso de semiosis que se vehicula mediante signos y se materializa en textos.

## Disciplina
El fenómeno de la semiosis es la instancia donde «algo significa algo para alguien» y es por lo tanto portador de sentido. Se debe aclarar que la significación se realiza como condición de la semiosis de la que Morris (1938) distingue: «vehículo sígnico (signo)», «designatum» (lo designado); «interpretantes» (consideraciones del intérprete) y el intérprete mismo. Estos tres (o cuatro elementos si consideramos a este último) en el marco de un sistema llamado lenguaje, que al decir de Morris es «todo conjunto de signos más un conjunto de reglas»; señala las «dimensiones» que constituyen un lenguaje.
Algunos autores suelen indicar una distinción entre semiótica y semiología como postulando campos de estudios diferentes, problemática superada en el Tratado de Semiótica General de Umberto Eco, en donde este autor minimiza la cuestión dado que todo signo se construye de naturaleza social, aunque no todos lo son. [cita requerida] Cabe separarlas también de la llamada teoría de la información y de la comunicología o ciencia que estudia los sistemas de comunicación dentro de las sociedades humanas y la hermenéutica o disciplina que se encarga de la interpretación de los textos. La peculiaridad del enfoque semiológico responde al siguiente interrogante: «¿Por qué y cómo en una determinada sociedad algo —una imagen, un conjunto de palabras, un gesto, un objeto, un comportamiento, etc.— significa?».
La luego denominada semiótica, como campo disciplinar, surgió una de las ciencias integradas en la lingüística. Comenzó su desarrollo sistemático en la década del sesenta, pero sus atisbos se encontraban ya en el Curso de lingüística general del suizo Ferdinand de Saussure, publicado póstumamente por sus discípulos en 1913, dentro de una corriente epistemológica denominada estructuralismo saussure-hjelmsleviano que obtuvo una fuerte impronta de esta disciplina lingüística porque sus autores fundamentales fueron filólogos y lingüistas como Ferdinand de Saussure, Louis Hjelmslev, Roman Jakobson y Ludwig Wittgenstein. En palabras de Saussure, la semiótica es una ciencia que estudia la vida de los signos existentes dentro de la sociedad; muestra lo que constituye a los signos y qué leyes los rigen. Deriva del griego semeion, que significa «signo». Esta ciencia sirve para saber interpretar y leer los signos en el día a día, para poder descifrar el mundo y recibir más información a partir de dichas interpretaciones. Asimismo, la percepción del semiólogo Roland Barthes sobre la semiótica consta de las conclusiones que deducimos de los demás y del entorno al mirar y recibir estímulos. Defiende que la mayoría de signos que nos encontramos no se pueden interpretar aisladamente, sino que cada signo tiene ideas asociadas y pueden darnos una información añadida si buscamos su segundo sentido.
Eagleton (1994) considera el estructuralismo como un método de investigación que puede aplicarse a toda una gama de objetos, desde partidos de fútbol hasta sistemas de producción en el terreno económico, mientras que la semiótica se refiere más bien a un «campo» particular de estudio, el de los sistemas que en cierta forma ordinariamente se considerarían signos: poemas, cantos de pájaro, señales de semáforos, síntomas médicos, etc. No obstante, ambos términos se convergen, ya que el estructuralismo estudia lo que no puede ser considerado como un sistema de signos, mientras que la semiótica comúnmente aplica métodos estructuralistas. Asimismo, un análisis estructuralista debe procurar aislar el conjunto de leves subyacentes por las cuales los signos se combinan y forman significados (Eagleton, 1994).
El lingüista Ferdinand de Saussure, a comienzos del siglo XX, había concebido la posibilidad de la existencia de una ciencia que estudiara los signos «en el seno de la vida social», a la que denominó «semiología». Posteriormente, otro lingüista, el danés Louis Hjelmslev, profundizó en esta teoría y elaboró su sistemática formalización dentro del paradigma estructural, que bautizó como glosemática en sus Prolegómenos a una teoría del lenguaje (1943), sentando un conjunto de principios que servirán de fundamento teórico y epistemológico a ulteriores desarrollos de la semiótica estructuralista. A estos autores agregaron sus aportaciones; otro famoso lingüista, el ruso Roman Jakobson, y el austríaco Ludwig Wittgenstein, este último puso las bases de la pragmática lingüística al declarar que «el significado es el uso».
Saussure consideraba el lenguaje como un sistema de signos que debía ser estudiado sincrónicamente y no diacrónicamente. Cada signo debía considerarse como constituido por un significante (un sonido-imagen o su equivalente gráfico), y un significado, es decir, el concepto u objeto al que representaba (Eagleton, 1994).
Con independencia de este desarrollo europeo, otra línea de investigación semiótica se desarrolló sobre los escritos que dejó el filósofo y lógico estadounidense Charles Sanders Peirce, lo conocido como «semiótica anglosajona», «semiótica lógica» o «semiótica» a secas. El estudio de Peirce se ha definido como pragmático, es decir, piensa dando prioridad a las consideraciones prácticas. En su desarrollo teórico Peirce toma como objeto de estudio a la semiosis, proceso en el cual se daba la cooperación de tres instancias (o subjects):
- El «representamen», o signo en sí, es decir, una manifestación material y perceptible que representa a otro objeto.
- El «objeto», que es aquello representado, esto es, aquello de lo que el signo da cuenta.
- El «interpretante», o sentido que el signo produce y que se traduce en otro signo o representamen.

Así pues, el signo es para él el producto de esta dinámica de semiosis, que la semiología europea designaba con otra terminología, respectivamente, significante, referente y significado, lo que luego se denominó triángulo de Ogden y Richards, estructura que integra estos tres elementos que configuran cualquier signo y que puede desfigurarse por fenómenos como la sinonimia, la homonimia, la polisemia, etc., de forma que el triángulo puede transformarse en un rombo, un segmento, etcétera.
Profundizando en la clasificación de los signos, Peirce llegó a la convicción de que estos podían clasificarse por la relación que guardaban estos elementos entre sí en tres tipos determinados:
- Icónicos o iconos, cuyo respectivo representamen o significante guarda una relación de parecido con su objeto o referente: mapas, caricaturas, croquis...
- Indicios o indicadores, cuyo representamen o significante guarda una relación natural o de causa-efecto con el objeto o referente: el humo como signo de fuego, el llanto como signo de emoción intensa (tristeza o alegría).
- Símbolos, aquellos signos en los que la relación entre representamen o significante y objeto o referente no es de semejanza ni natural o de causa-efecto, sino arbitraria, convencional, pactada en el seno de una sociedad: el himno nacional, la bandera, la mayor parte de los vocablos de las lenguas naturales salvo las onomatopeyas sonoras del lenguaje oral o visuales del lenguaje escrito (caligramas, por ejemplo).

Diría Fontanille en Semiótica del discurso que las investigaciones hechas, hasta finales de los noventa, en torno a la semiótica «han sido desarrolladas desde perspectivas con frecuencia divergentes, a veces incluso francamente polémicas», sin embargo existe una innovación teórica y metodológica que parte del estructuralismo, pero a diferencia de este, en vez de plantear como principio que solo los fenómenos discontinuos y las oposiciones llamadas «discretas» son pertinentes, toma en cuenta los procesos de emergencia y de instalación de estos fenómenos y de estas oposiciones; es así como han surgido las diferentes ramas de la semiótica.

## Historia
La importancia de los signos ha sido reconocida en gran parte de la historia de la filosofía y en la psicología. El origen de esta ciencia se considera el siglo V a. C., con los presocráticos. Estos crean debate sobre la oposición entre la naturalidad y la convencionalidad del signo: lenguaje como espejo de lo real (Heráclito) y lenguaje como convención e imposición (Parménides). En el siglo III a. C. los estoicos hablan de semainon y semainomenon para interpretar la apariencia. Los sofistas también contribuyeron al estudio de los signos desarrollando el arte de la retórica. La política cobra importancia y se delibera acerca del uso de la palabra, del signo lingüístico, que se tomaba como herramienta persuasiva. Platón y Aristóteles fueron los siguientes en explorar la relación entre los signos y el mundo. Sus teorías han tenido un efecto duradero en la filosofía occidental, especialmente a través de la filosofía escolástica. Galeno, médico, cirujano y filósofo griego en el Imperio romano, escribió libros sobre la semiótica médica y se convirtió en un referente de los estudios de medicina. Galeno habla de semiotique, como la ciencia que estudia los síntomas. El estudio general de los signos que comenzaron en latín con Agustín y culminó con el Tractatus de Signis de John Poinsot en 1632. Y comenzó de nuevo, en la modernidad, con el intento por Charles Peirce de elaborar una «nueva lista de categorías», en 1867. Serán Peirce y Ferdinand de Saussure los que desarrollarán este campo de estudios con más amplitud, considerándose los padres de la semiología. John Locke y otros pensadores de la época serán claves para el nacimiento de la semiótica en el siglo XX.
Más recientemente, Umberto Eco, en su obra Semiótica y filosofía del lenguaje (1984), ha argumentado que las teorías semióticas están implícitas en el trabajo de la mayoría, quizás todos, de los pensadores importantes.

## Desarrollo
Diversas corrientes semióticas que pertenecían al estructuralismo se gestaron en la década del sesenta. Estos abordajes difirieron en cuanto a qué rama de este paradigma se adscribían, a la selección que operaban sobre el campo de estudio, los propósitos que las animaron y la metodología que utilizaban.
El primer esbozo lo constituye la Semiología de la Comunicación, corriente enmarcada en el saussuro-funcionalismo que se proponía estudiar los sistemas de signos convencionalizados no verbales, cuya función era la de comunicar. Es decir, sistemas de comunicación diferentes de la lengua natural.
En su análisis de los cuentos maravillosos rusos (particularmente de las vilinas), que, andando el tiempo, originaría la disciplina denominada narratología, Vladimir Propp, clasificado dentro del formalismo ruso, encontró homologías y regularidades que remitían a una estructura arquetípica común expresa en variantes. Entre dichas regularidades se encontraba su análisis de tres tipos de pruebas:
- Calificante
- Decisiva
- Glorificante

Existía asimismo un personaje o función constante, el héroe (agonista o protagonista), al que se le pedía un objeto de valor y, para lograrlo, antes debía adquirir la competencia necesaria. Propp la llamó «prueba calificante». Después de haberse calificado, el héroe era capaz de superar pruebas difíciles («prueba decisiva») que conducían a su reconocimiento como héroe y a la adquisición del objeto de valor («prueba glorificante»).
Otro de los aportes hechos por Propp fue la propuesta de la «estructura polémica»: junto a la historia del héroe, aparece el antagonista o «traidor», quien, en la búsqueda del mismo objeto de valor, genera una confrontación. Y la «estructura contractual», que Propp representa como un contrato en que un destinatario se compromete a realizar una serie de pruebas (o performances) por petición u orden de un mandador o «destinador». Cuando finaliza las pruebas del destinatario, el destinador reconocerá y sancionará el resultado de las pruebas («sanción»).
Otras aportaciones a la teoría semiológica son las hechas por Georges Dumézil y Claude Lévi-Strauss, este último más bien desde el campo de la antropología, quienes habían planteado la existencia de ciertos patrones o constantes en las estructuras profundas de sus disciplinas. Lévi-Strauss, en su análisis estructural del mito de Edipo, consideraba que había una organización de contenidos que podía ser formulada por categorías binarias de oposiciones, a través de un análisis «paradigmático». También se puede citar la obra de Yuri Lotman y su aportación al definir el concepto de la semiosfera, donde la comunicación está definida como un acto de traducción, estructurado por la cultura.
Algunos autores han definido la semiótica como la ciencia que estudia todos los sistemas de signos en general, incluyendo al lenguaje humano. Es necesario recalcar que el lenguaje humano es el sistema de signos más potente y complejo que existe (al menos para el hombre) de modo que todos los demás sistemas de signos son traducibles a él, pero no al contrario, que se sepa. Por tanto, el signo lingüístico es comprendido como la asociación más importante en la comunicación humana.
Por otra parte, la semiótica puede entenderse también, según autores como José Carlos Cano Zárate, como una de las ciencias sociales que analiza el comportamiento y funcionamiento del pensamiento y busca una explicación de cómo el ser humano interpreta el contexto y entorno social y dónde crea conocimiento y aprendizaje sobre la base de sus experiencias y lo comparte de generación en generación.

## El signo en la semiótica
El signo, en su definición nuclear es un elemento dotado de unidad y carga informativa, tiene una naturaleza diversa, pues signo es la letra, el gesto, el canto del pájaro, el olor, un sonido…
El signo, heterogéneo e infinito, es indesligable del sujeto cognoscente, entendido en el marco de una aproximación preliminar a la Semiótica, como sujeto dotado de sentidos e inteligencia. Los cinco sentidos (vista, oído, olfato, gusto, tacto) sumados a la inteligencia conforman el entramado o mecanismo que permite las dos grandes actividades que fundamentan la función del signo: actividad de recepción y actividad de producción. Actividades nucleares y constantes, el canal siempre está abierto, que, en suma e interrelación, dan lugar al macro fenómeno denotado a través del término «comunicación». Un fenómeno que es posible debido a que los signos, unitarios por definición, establecen relaciones combinatorias con otros signos mediante reglas más o menos fijas dando lugar a códigos estructurados o lenguaje.
En consecuencia, la Semiótica, como ciencia que estudia el signo, germen del lenguaje y del pensamiento, se relaciona de forma inmediata con la Lingüística y las Neurociencia, como también, a raíz del protagonismo del signo en el macro fenómeno comunicativo, la semiótica es una metaciencia que, por un lado, subyace a todo conocimiento y a toda actividad científica y, por otro, se edifica sobre un campo de estudio interdisciplinar cuyo alcance es extensible sin excepción a cualquier conocimiento y actividad humana.

## Semiótica como metaciencia
Charles Morris consideraba que la semiótica tenía una doble relación con la ciencia, de manera que era una ciencia más y un instrumento para estudiar al resto de ciencias; una metaciencia por tanto. Consideraba que solo a través del estudio del sistema de signos en que se basa una ciencia se puede sistematizar, purificar y simplificar, para liberar al hombre de todas las imperfecciones que acarrea el utilizar el lenguaje.

## La semiología frente a la semiótica
La semiología se origina con la lingüística en cuanto abarca sistemas de signos puramente humanos, entre ellos los verbales, pero también sistemas de signos no verbales pero igualmente humanos, como los códigos de los gestos, la vestimenta etc. que son propios de la vida social. Una escuela de la misma, la semiología rusa o formalismo ruso, se aplicó al análisis de las artes y la cultura. La semiología (desarrollada sobre todo en Europa y con mucho arraigo en América Latina) comprende como enfoque al estructuralismo y los formalismos mientras que la semiótica (de más desarrollo en Estados Unidos) está más emparentada con el funcionalismo, estudia al signo como proceso, sin necesidad de que integre un sistema. Ahí radica una diferencia con la semiología que estudia sistemas de signos.
Otra diferenciación bien podría ser la que se realiza en textos doctos pues se habla de semiología refiriéndose a los estudios de la «semiología interpretativa» con Charles Sanders Peirce o Umberto Eco; y de semiótica relacionándose con la semiótica «estructural» o «generativa» de Algirdas Julien Greimas, «escuela de París», que tiene sus raíces en la lingüística y la antropología. Esto podría reducirse a la etimología de ambos vocablos, tomándose la semiología (sêmeion ‘signo’ y logos ‘estudio’) como el estudio de los signos; y la semiótica (-tikos [relativo a]) como lo relativo a los signos; o algo más plausible como lo explica el Profesor Vicente Masip asociando la semiología (ciencia que estudia todos los modos de comunicación en el seno de la vida social) con las señales (convenciones en sistemas abiertos), y la semiótica (área de la semiología de la comunicación entre sistemas cerrados) con los signos (convenciones en sistemas cerrados).

## Función de la semiología
Semiología es la ciencia que estudia sistemas de signos: códigos, lenguas, señales, entre otras. Esta definición abarca todos los sistemas de signos: las lenguas de signos de los sordos, las señales de tráfico, los códigos, el alfabeto Morse, etc.
El lenguaje se exceptúa de esta definición debido a su carácter especial, y por ello la semiología puede definirse como «el estudio de los sistemas de signos no lingüísticos». El estudio de los signos es indispensable para nuestra comunicación, para nuestra necesidad de expresión e interpretación de los complejos mensajes de nuestro entorno. Vivimos en un mundo de signos, por ello la Semiología es fundamental para establecer la diferencia entre términos que se usan indistintamente como signo, índice, icono, símbolo, señal. Cuando una persona desea comunicarse utiliza alguna forma para poder expresarse, tomando como referencia la forma de expresión entendible por los demás tal como: hacer gestos, escribir, hablar, dibujar, etcétera, por lo tanto, el signo, gesto, expresión, que quiera transmitir se le llama referente, mientras que la interpretación de quien recibe el mensaje es denominada representación.
La semiología médica, por el contrario, estudia y clasifica una tipología de síntomas que ayuda a determinar qué enfermedad se padece.
La semiótica de Charles Peirce o semiótica peirciana tiene como propósito elaborar una teoría general de los signos que los clasifique e identifique.
Por último, y para evitar tanta confusión terminológica, en 1969 la Asociación Internacional de Semiología, reunida en Venezuela, acordó englobar todas en la denominación «semiótica». Así, confundir semiología con semiótica es tan errado como confundir símbolo con icono.

## Ramas
La Semiología, tiene muchos campos, como, por ejemplo: 
- Biónica (para la comunicación de las células vivas), etcétera.
- Biosemiótica
- Cibernética (para la comunicación de las máquinas).
- Estructuralismo: En la obra de Terry Eagleton se analiza el estructuralismo señalando que uno de los resultados más importantes de ésta rama de la semiótica, es la descentralización del sujeto individual. El sujeto ya no es el que importa dentro de una obra literaria, sino su relación con el resto de elementos y su composición; mas no su significado, es decir, el estructuralismo pretende que se estudie a la literatura como una ciencia exacta, sin tomar en cuenta que lo que cada individuo entiende es distinto. Enfrentándose a esta verdad, su deseo es que todo lector perciba lo mismo a través de códigos exactos planteados por el autor, para no dejar lugar a la imaginación, obteniendo de este modo «al lector ideal» según esta teoría. La postulación de esta teoría provocó críticas debido a la omisión del objeto real y el sujeto humano, lo cual carece de sentido a la hora de analizar obras literarias, así como también fue una de la serie de teorías literarias que han fracasado. Eagleton explica que a través de la obra de la escuela de Praga, el término estructuralismo llega a fundirse con el término semiótica, palabra que significa literalmente el estudio sistemático de los signos.
- Postestructuralismo
- Semiología clínica (estudio de los signos naturales a través de los cuales se manifiesta la enfermedad).
- Semiología musical
- Semiótica computacional
- Semiótica cultural
- Semiótica de la diversión (ludosemiótica)
- Semiótica de las pasiones
- Semiótica del amor
- Semiótica deportiva
- Semiótica estética
- Semiótica literaria
- Semiótica polar (en Teoría de categorías)
- Semiótica social
- Semiótica tensiva
- Semiótica urbana
- Semiótica visual
- Zoosemiótica (para la comunicación animal).

## Semiótica en el teatro
La noción del signo constituye un concepto imprescindible en la teorización de diversas disciplinas y actividades —el arte militar, ritos religiosos, la medicina—, fenómeno del cual las artes escénicas no se sustraen.
En una representación teatral todo se convierte en un signo, el espectador se sirve tanto de la palabra como de los sistemas de signos no lingüísticos para comprender lo que ocurre frente a sus ojos y oídos.
Los recursos usados en escena remiten a experiencias, eventos y objetos de la vida social, de la naturaleza, de las diferentes profesiones y, obviamente, de todos los dominios del arte. Poder comprender el entrelazamiento, la tremendamente compleja relación entre los fenómenos de la vida y aquellas imágenes, sonidos y objetos que los representan, constituye una habilidad necesaria para poder diseñar, ejecutar y disfrutar de la actividad creadora.
Los sistemas simbólicos, las formas en que en una cultura se definen las relaciones entre algo y aquello que lo representa, constituyen las bases de la interpretación que cada persona realiza acerca del sentido de lo que observa, escucha, siente. Por ello, el significado de una acción (como la artística) requiere poder comprender cómo es que las culturas definen estas relaciones: qué significado tiene, por ejemplo, encender un foco con una luz de un color determinado, o lo que implica usar metales o madera en la utilería, hechos todos que impactarán de modo distinto en el espectador.

## Autores destacados de la semiótica por escuelas
- Escuela americana: Charles W. Morris - Rudolph Carnap - Thomas A. Sebeok - Umberto Eco
- Escuela europea o francesa: Eric Buyssens - Louis Hjelmslev - Luis Jorge Prieto - Roland Barthes - Algirdas J. Greimas - Jacques Fontanille -Claude Zilberberg
- Escuela derivada de la Teoría de la Comunicación y la Información: Claude E. Shannon - Collin Cherry - Doede Nauta - Andrei N. Kolmogorov - Sebastian K. Saumjan